# 山田温泉キッズスノーパーク
山田温泉キッズスノーパーク（やまだおんせんきっずすのーぱーく）は、長野県上高井郡高山村にあるスキー場。名称変更前は山田温泉スキー場だった。
初心者向けのコースで、スノーボードは全面滑走可能。ナイター営業は実施していない。近くには山田温泉がある。

## コース
- 2台のスキートロイカにより、2本のコースが設置されている。
- トロイカは、事故が今まで一度もない安全性の高いものである。
- スキートロイカは親子連れ･子供に人気を博しており、国内でも珍しいため、それを目当てにしてくる客も多い。
- 元々は、3つのシングルリフトが架かっており、ゲレンデは広かったが、現在は3本とも廃止されている。

## アクセス
- 上信越自動車道須坂長野東ICから約20km
- 長野電鉄長野線：須坂駅（バス）

## 周辺観光スポット
- YAMABOKUワイルドスノーパーク（山田牧場スキー場）
- 山田温泉
- 五色温泉
- 七味温泉
- 松川渓谷
- 雷滝
- 八滝
- 高山村五大桜　シダレザクラ（枝垂れ桜）（村内各地）
- 福島正則屋敷跡
- 歴史公園信州高山一茶ゆかりの里一茶館